# Fiumi del Madagascar
Le montagne che corrono lungo la parte centrale dell'isola, sull'asse nord-sud, dividono il sistema dei fiumi del Madagascar in due versanti: il versante occidentale, rappresentato da fiumi navigabili che digradano dolcemente verso ovest fino al Canale del Mozambico, e il versante orientale, i cui corsi d'acqua, più brevi ed impetuosi, sfociano ad est nell'Oceano Indiano.
| Versante occidentale - Mahavavy nord - Sambirano - Maevarano - Sofia - Mahajamba - Betsiboka - Mahavavy sud - Maningoza - Mananbaho - Manambolo - Tsiribihina - Morondava - Mangoky - Fiherenana - Onilahy - Linta - Menarandra |  | Versante orientale - Irodo - Loky - Bemarivo - Antainambalana - Maningory - Onibe - Mangoro - Namorona - Faraony - Manampatrana - Mananara - Mandrare |
| Affluenti 1. 2. 3. 4. 5. |  | |